# Elías Rafn Ólafsson
Elías Rafn Ólafsson (Reykjavík, 11 marzo 2000) è un calciatore islandese, portiere del Midtjylland e della nazionale islandese.

## Carriera

### Club
Ha giocato nella prima divisione danese.

### Nazionale
Ha giocato nelle nazionali giovanili islandesi Under-16 ed Under-19.
Nel 2021 viene convocato dalla nazionale Under-21 islandese per il campionato europeo di categoria; l'8 ottobre 2021 debutta in nazionale maggiore giocando il match di qualificazione per i Mondiali 2022 contro l'Armenia.

## Palmarès

### Club

#### Competizioni nazionali
- Coppa di Danimarca: 1

Midtjylland: 2021-2022